# (237265) Golobokov
(237265) Golobokov est un astéroïde de la ceinture principale.

## Description
(237265) Golobokov est un astéroïde de la ceinture principale. Il fut découvert le 28 novembre 2008 à Zelenchukskaya Station par Timur V. Kryachko. Il présente une orbite caractérisée par un demi-grand axe de 2,57 UA, une excentricité de 0,14 et une inclinaison de 14,8° par rapport à l'écliptique.

## Compléments